# Agar-Agar (filme)
Agar-agar é um filme documentário de curta-metragem de Ricardo Costa (cineasta), produtor e realizador. Estreou na RTP em Março de 1975 (série Mar Limiar).

## Ficha técnica adicional
- Assistente de imagem: Josué Falâncio
- Som: Jorge Melo Cardoso
- Montagem: Maria Beatriz
- Formato: 16 mm p/b
- Género: documentário etnográfico
- Estreia: RTP – 1975

## Sinopse
O trabalho de apanha de algas gelidinosas da costa portuguesa destinadas à produção do ágar-ágar, praticado pelo método do ancinho e do mergulho livre em apneia. Quem o faz são pescadores ocasionais de Peniche que se dedicam a essa actividade no verão.
Embora mais violenta, a prática é mais rentável do que a pesca. São postos em relevo os aspectos de exploração a que são votados os apanhadores, explorados pelos organismos de distribuição. Portugal é então o terceiro principal exportador mundial de ágar.
O filme retrata a luta pela vida de um desses homens que, não dispondo de técnicas mais sofisticadas, praticam a recolha de um modo solitário e com considerável esforço.